# 慢
慢（まん）とはサンスクリット語のMāna（マーナ）に由来し、仏教が教える煩悩のひとつである。他人と比較して思い上がることを言う。慢は渇愛（タンハー）より生まれる。 俗に我慢といい、我が身をのみ頼みて人を侮るような心を指す。
慢は以下として取り上げられている。
- 大乗仏教における五毒のひとつ
- 大乗仏教アビダルマにおける、6つの煩悩心所のひとつ（貪・瞋・癡・慢・疑・悪見）
- 上座部仏教アビダルマにおける、14の不善心所のひとつ
- 上座部仏教における十結のひとつ
- 倶舎論における八不定地法（尋・伺・眠・侮・貪・瞋・癡・悪見）ひとつ

なお、他者と比較せずに自惚れている状態は憍（きょう）という。サンスクリットのMānaを憍慢と翻訳する場合もあるが、憍と慢はやや異なった煩悩とされ、慢は他と比較して起す驕（おご）りで根本的な煩悩とされるが、憍は比較することとは無関係に起る。家柄や財産、地位や博識、能力や容姿などに対する驕りで付随して起す煩悩であるとされる。これを随煩悩ということもある。

## 種別
慢・過慢・慢過慢・我慢・増上慢・卑慢・邪慢の七慢の総称としても用いる。また八慢、九慢とすることもある。いずれにしても、他と比べて自らを過剰に評価して自我に捉われ固執し、福徳や悟りを具えていないのにそれらを修得していると思い込む煩悩をいう。
「私」という幻覚が生まれること自体が、慢の始まりなのである。「私」という幻覚が生まれると以下のように、自分を標準として他人を判断するようになる。
- 私が優れている（seyya māna）[1]
- 私と等しい（sadisa māna）[1]
- 私が劣っている（hina māna）[1]

## パーリ経典
パーリ経典の経蔵では十結のひとつに挙げられている。慢を基準に物事を判断することを壊した人は、菩提の境地に至るのである。

Yo mānam udabbadhī ases naset va sudubbal mahogho,

so bhikkhu jahāti orapār urago jiṇṇam iva tacaṃ purāṇaṃ.
弱い葦の橋が暴流で壊されるように、 慢を壊し尽くした修行者は、

蛇が脱皮するように、この世とかの世とをともに捨て去る。
—スッタニパータ 1.4 
| 四向四果 (解脱の10ステップ, パーリ経蔵による) | |              |                               |
| 到達した境地(果位)                            | 解放された結                                                                                           | 解放された結 | 苦が終わるまでの輪廻          |
| 預流                                          | 1. 有身見 (我が恒久であるという信条) 2. 疑（教えに対しての疑い） 3. 戒禁取（誤った戒律・禁制への執着） | 下分結       | 最大7回、欲界と天界を輪廻する |
| 一来                                          | 1. 有身見 (我が恒久であるという信条) 2. 疑（教えに対しての疑い） 3. 戒禁取（誤った戒律・禁制への執着） | 下分結       | 一度だけ人として輪廻する      |
| 不還                                          | 4. 欲への執着（欲愛） 5. 憤怒（瞋恚, パティガ）                                                        | 下分結       | 欲界及び天界には再び還らない  |
| 阿羅漢                                        | 6. 色貪 7. 無色貪 8. 慢, うぬぼれ 9. 掉挙 10. 無明                                                     | 上分結       | 三界には戻らず輪廻から解放    |